# Theodor Weissman
Theodor "Tettu" Mauritz Jacob Weissman, ursprungligen Weissmann, född 1 januari 1891 i Tavastehus, död 29 mars 1966 i Helsingfors, var en finländsk kuplett- och schlagersångare, sångtextförfattare och operettskådespelare. Weissman skrev sig även som Teddy Weissman, Theo Weissman och Th. Weissmann.
Weissman var på 1920-talet en av Finlands mest framstående kuplettsångare och var en mycket aktiv skådespelare med både operetter och lustspel på sin repertoar. Hans skådespelarkarriär inleddes omkring 1913 och varade fram till 1930-talet. Under den tiden var han verksam vid flera teatrar och skådespelarensembler. Som kuplettsångare uppträdde han på biografer, kaféer och restauranger runt om i landet. På 1910- och 1920-talen gjorde han en stor mängd skivinspelningar och var en aktiv sångare under grammofonfebern 1929. När kuplettgenren gick ur mode på slutet av 1920-talet försökte Weissman anpassa sig till schlagermusiken, men övergav inom kort den konstnärliga banan för att ägna sig åt reklamverksamhet och diverse affärer.  

## Biografi

### Familjebakgrund
Weissman var son till Karl Mauritz Weissmann (1857–1912) och Maria Adelaide, född Idestam (1864–1919), båda från Tavastehus. I familjen föddes fyra barn: Theodor, Harry, Sigrid och Ingrid. Weissmans bakgrund i medelklassen skiljde honom från andra kuplettsångare i Finland, vilka vanligtvis var hemmahörande i bondefamiljer.
Fadern Mauritz hade i ungdomen tjänstgjort i kadettkåren, något som enligt biografisten Reino Palmroth inverkade på Weissmans uppfostran och den gentlemannamässighet han kom att utveckla. Sedan Mauritz Weissmann avbrutit den militära karriären var han disponent, brännmästare och en tid ägare till Norra bryggeriet i Helsingfors. Sedermera sålde han bryggeriet och blev kontorschef vid Alfa sockerbruk i Åbo och grundade senare Finlands första gummifabrik. Efter att ha studerat den höga importen av gummigaloscher väcktes idén att tillsammans med några andra affärsman starta en inhemsk industri för att täcka behovet av galoscher och andra gummivaror. Efter några år såldes verksamheten till Carl Henrik Lampén, som sålde den vidare till Finska Gummifabriks Ab där Mauritz Weissman fick befattning som teknisk direktör. Modern Maria var dotter till vice häradshövdingen och biträdande länssekreteraren i Tavastland, Josef Frans Oskar Idestam, samt sondotter till bergmästare Gustaf Idestam. Hennes farbror var industrialisten och grundaren av Nokia, Fredrik Idestam. Maria Weissmann var en tid föreståndare för Åbo Martha dockindustri, som drevs av Finlands svenska Marthaförbund. Theodor Weissmans syster Ingrid gifte sig 1912 med Lennart Flander, sekreterare vid Finska ångfartygs Ab och makarna bosatte sig samma år i New York.
Theodor Weissman gifte sig 1917 med operasångerskan Hertta Ikonen, dotter till arkitekten Leander Ikonen. Efter äktenskapets upplösning gifte han om sig 1929 med Glory Lyytinen. Makarna fick ett barn. Efter skilsmässa gifte Lyytinen om sig 1937 med militären Elof Roschier.

### Skådespelaren och sångaren

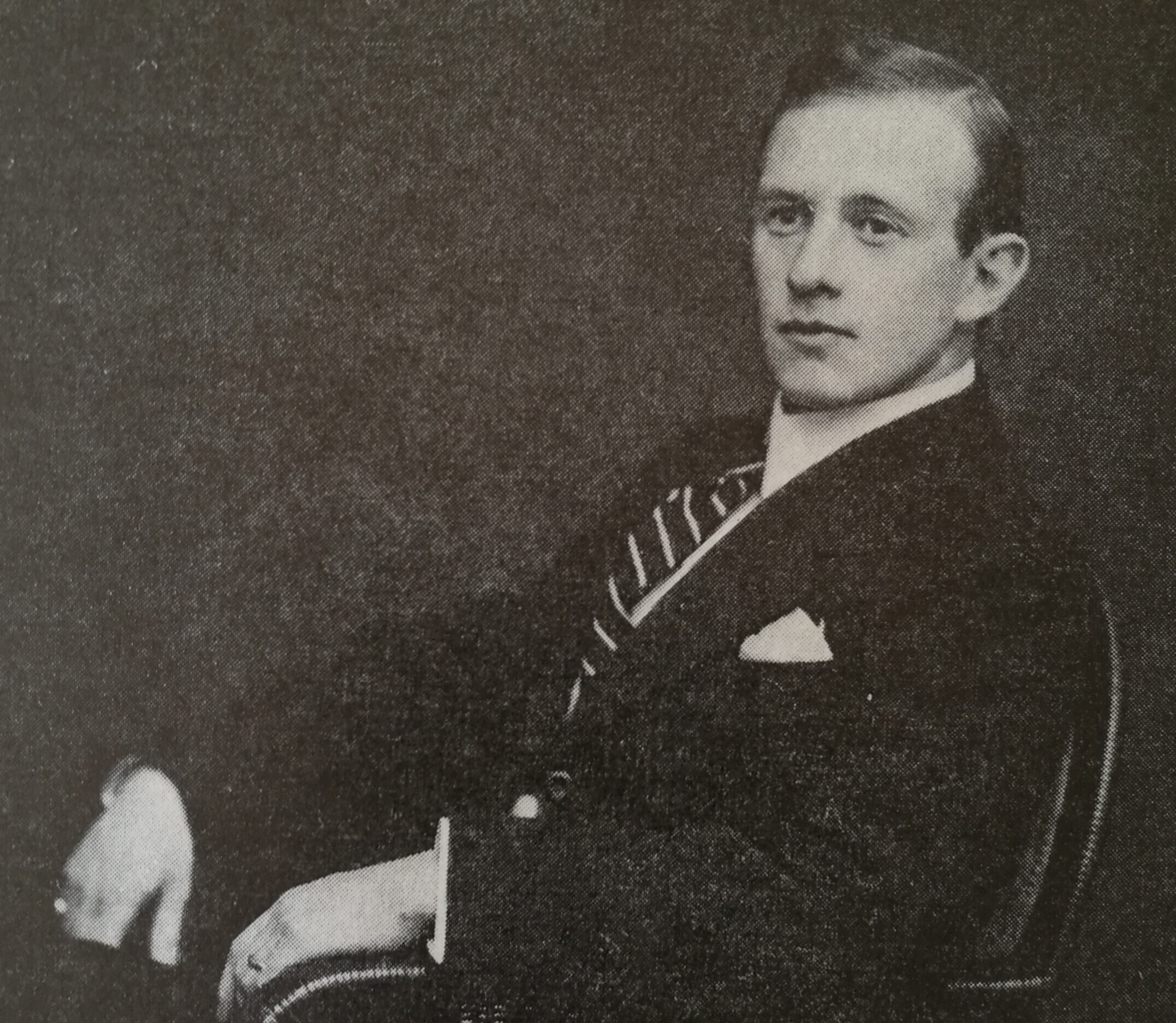
Weissman under sin tidiga karriär som kabarésångare, fotografi av Daniel Nyblin i Viborg på 1910-talet.

Innan Weissman blev underhållare arbetade han som kontorist i Helsingfors. Karriären som underhållare inleddes i början av 1910-talet. Weissman anställdes 1913 vid biografen Helikon i Helsingfors, där artister som J. Alfred Tanner, Iivari Kainulainen och Felix Jungell arbetade. Han hade emellertid redan i november 1912 uppträtt på Helikon i ett svenskt-finskt kabaréprogram. Anställningen där blev kortvarig och redan 1913 turnerade Weissman som kabarésångare med bland andra Aapo Similä. De båda ingick samma år i Folkteaterns turnéensemble, där även Martti Nisonen spelade. Till turnégruppens repertoar hörde musikpjäserna Lilla helgonet och Dockan.
Sommaren 1915 deltog Weissman tillsammans med bland andra Ida Kalske, Kaarlo Aarni, Elsa Aarni och Pekka Niskanen i Elli Tompuris resande teaterensemble. Repertoaren bestod bland annat av Shakespeares Romeo och Julia, Strindbergs Kronbruden och Shaws Pygmalion. Efter att turnerat i storstäderna reste gruppen på hösten till Karelen.
1915 medverkade Weissman, Rafael Ramstedt, Iivari Kainulainen, Aapo Similä, Dagmar Parmas, Elli Suokas och en rad andra skådespelare i en operett som sattes upp av Karl Emil Ståhlberg på Apolloteatern i Helsingfors. I mars spelade Weissman mot bland andra Bror Niska och Reino Volanen i pjäsen Lyckoflickan, i pressen jämfördes hans talanger efteråt med den svenske skådespelaren Axel Ringvalls. Apollo gästades i april av Martti Nisonen som lät sätta upp sin operett Präriens barn med western-tema. Till rollbesättningen hörde Weissman, Ramstedt, Parmas, Lydia Niskanen samt bröderna Martti och Aapo Similä. Efter en tid av stor popularitet lät Ståhlberg upplösa operetten på grund av konflikter i skådespelargardet. Weissman var en av operettens bärande skådespelare tack vare sin humor och scenvana. En av hans mer bekanta roller under tiden vid Apolloteatern var som Don Trumfo El Clopotasso i Frihetsbröderna 1916, där en av motspelarna var den svenske sångaren Edvard Persson.
Efter Apolloteaterns stängning 1916 engagerades Weissman i den av Pasi Jääskeläinen grundade Suomalainen Operetti (Finska Operetten), som just fått nytt liv. Den leddes av Aino Haverinen, hennes make Arno Niska och regissören Väinö Lehmus. Weissman hade redan 1914 gästspelat i några av operettens uppsättningar. I maj 1919 kritiserades Weissman för att på scenen ha skrattat åt den nervöst stammande skådespelaren Hintikainen under uppförandet av Filmdrottningen, vari Weissman spelade Glutterbuck. Dagstidningen Wiborgs Nyheter skrev: "En sådan pojkaktig nonchalans som herr [Weissman] lade i dagen hade man ej väntat finna hos elektricitetstrustens ledare." Samma månad avskedades Weissman från operetten efter en konflikt mellan honom och ledningen. Händelsen föranledde operettens direktör Arno Niska att offentligt i Wiborgs Nyheter förklara orsaken härtill:
 "För undvikande av allt missförstånd äro vi tvungna att – så motbjudande det än är för oss – till den ärade publikens samt även till Finska Skådespelarförbundets vetskap bringa att skådespelaren hr. Theodor Weissmann från och med denna dag är avsatt ur Suomalainen Operetti's tjänst. Orsaken härtill är ett intrigerande samt ett på allt sätt teaterns verksamhet störande uppträdande såväl vid teatern som utom densamma. Samtidigt påpekas, att vid hr. Weissmanns avgång från Viipurin Näyttämö förbjöd undertecknad ett sådant förfaringssätt som hr. Weissmann sedermera lät sig komma till last och anställde honom vid Suomalainen Operetti på det uttryckliga villkor att han fullständigt klargör sitt mellanhavande med Viipurin Näyttämö, vilket hr. [Weissmann] likväl ej gjort."
Bara tre dagar efter publiceringen, den 30 maj, gick Arno Niska ut i Wiborgs Nyheter och tog tillbaka uppgifterna. Motiveringen var att förlikning nåtts mellan operetten och Weissman, och att Weissman åter var i operettens tjänst.
Från hösten 1917 till våren 1918 arbetade Weissman vid Viborgs stadsteater och noterades bland annat för sin roll som hussarlöjtnant i Gustav Kadelburgs och Richard Skowronneks pjäs Husaarikuume (Hussarfeber). Under finska inbördeskriget 1918 var Weissman huvudsakligen verksam i Viborg; han uppträdde varje kväll på Hotel Andréa, och gav regelbundet sångkonserter med finska kupletter. Efter en sådan kuplettafton i januari 1918 skrev Wiborgs Nyheter: "Sångaren hade en obestridlig framgång hos sin särdeles talrika publik. Med rätta, ty för det fack, i hvilket hr Weissmann i går reproducerade sig, ligger hela hans glada naturliga läggning, och obunden af några gränser kunde han nu tillåta sig hvad som helst. Hr Weissmanns betingelser att göra lycka i cabaretfacket äro en mycket uttrycksfull mimik, ett godt textuttal och så hans osökt naturliga sinne för det burleska." När Finska landsortsteatern i maj besökte Viborg deltog Weissman i några pjäser.

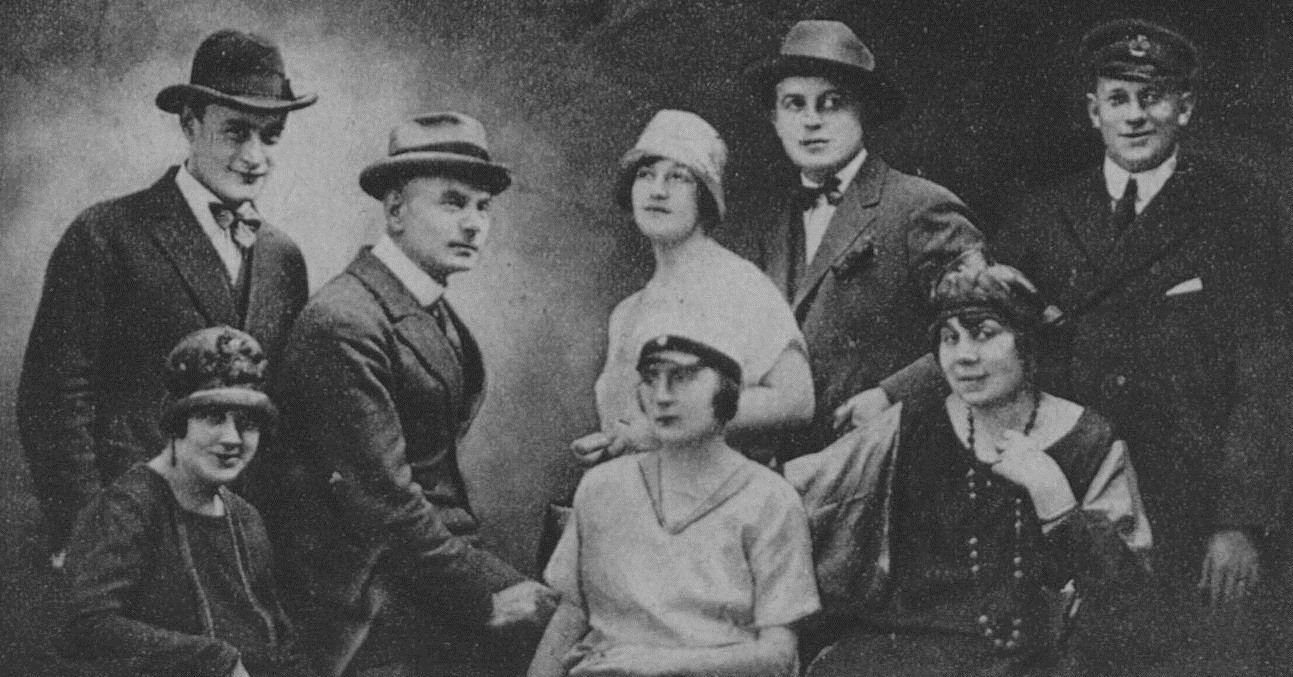
Folkteaterns sommarturné 1925. De sittande från vänster: Martta Hannula, fröken Mäkinen och Annie Mörk. De stående från vänster: Viljo Metsä, Kaarlo Saarnio, Sigrid Baltchewsky, Ossi Korhonen och Theodor Weissman.

Efter kriget gjorde han revyer på svenska och danska och uppträdde på restauranger tillsammans med Rafael Ramstedt. Därefter följde engagemang vid flera nöjesinrättningar. Till exempel sjöng han 1919–1920 på Ravintola de Paris, uppträdde hösten 1921 varje kväll på Hamburger Börs i Åbo, och uppträdde 1924 återkommande på Kafé Tivoli i Åbo. Karriären som restaurangsångare upphörde när sådana kabaréprogram förbjöds 1921 av skatteskäl.
I mitten av 1920-talet anställdes han vid Park-operetten vid Brunnshusteatern i Brunnsparken i Helsingfors. Han spelade där omkring åren 1923 och 1924. Några av operettens övriga medlemmar var Väinö Sola, Annie Mörk och Ossi Korhonen. Sommaren 1932 spelade Weissman tillsammans med Into Raunio, Thure Bahne, Elsa Rautalainen och Toppo Elonperä i Brunnshusteaterns sommaroperett. Regissör var Arthur Rehu och kapellmästare Tapio Ilomäki. Operetten gästades av skådespelare från den franska revyteatern Folies Bergère och även de svenska skådespelarna Georg Rydeberg, Bullan Weijden och Karin Bergman deltog.
Den 3 september 1923 firades Weissmans tioårsjubileum som skådespelare med pjäsen Madame Flirt av Park-operetten. Bland Theodor Weissmans dittills mest uppskattade teaterroller hörde Don Alvarengo i Madame Flirt, fursten i Greven av Luxemburg, Lorriot i Lilla helgonet, Hilarius i Dockan, Njegus i Glada änkan, mr Cawder i Dollarprinsessan, greve Lothar i Valsdrömmen, Schupan i Zigenarbaronen och Popiel i Polskt blod.
I april 1924 spelade han Mångubben i Bror Niskas uppsättning av John Blund på Nationalteatern. På sommaren 1925 deltog Weissman som gästskådespelare i Folkteaterns landsbygdsturné, under vilken han bland annat spelade i uppsättningen av Madame Flirt (då kallad Briljantkungen) i Kuopio, Villmanstrand, Tavastehus och Heinola. När Aino Haverinen i maj 1927 firade 30 år som artist sattes Lilla helgonet upp på Björneborgs Teater, i vilken Weissman medverkade tillsammans med bland andra Arno Niska. Efter första akten gick ridån ned och Haverinen, som spelade huvudrollen, hyllades av de övriga medverkande och Weissman överlämnade en lagerlyra till henne.

#### Stil och samtida rykte
Både Weissman och Rafael Ramstedt utvecklade var och en på sitt sätt en form av gentlemannastil som tidigare inte funnits inom den finska kuplettgenren, och som skilde sig från exempelvis Pasi Jääskeläinen och J. Alfred Tanner. Ramstedt och Weissman var starkt influerade av de svenska aristokratiska vissångarna, inte minst Sven Scholander och Carl Michael Bellman.
Delar av Weissmans inspelade repertoar har tydliga sexuella anspelningar. Ett exempel är Martti Nisonens författade Melperin Miina ("Melperis Mina"), som Weissman spelade in 1929. Sången handlar om ett fartyg, där kökstjänarinnan Miina har sexuella kontakter med såväl kaptenen som med styrmannen och matrosen. Sången slutar med att Miina blir gravid, gifter sig med den förmodade fadern, matrosen Mikko, men när barnet föds visar det sig att pappan är kaptenens svarte betjänt. Weissman hörde till den skara av artister som aktivt propagerade mot den alkoholförbudslag som verkade i Finland mellan 1919 och 1932. Han gjorde flera skivinspelningar med förbudssånger författade av Tatu Pekkarinen. Som exempel kan Kieltolakilaulu ("Förbudssången"), Helsinki on hauska ("Helsingfors är skojigt"), Vanha juomalaulu ("Gammal dryckessång") och Jos kaikki Suomen järvet ("Om alla Finlands sjöar") nämnas.
Under sin aktiva karriär omskrevs Weissman som "känd och erkänd som en mästare i den glada genren". Reino Palmroth, som var nära vän till Theodor Weissman, beskrev denne som en sann gentleman med "herremanshumor", som ständigt bar frack, cylinderhatt och en vit nejlika i knapphålet. Han var vida känd som en sällskapsmänniska, även inom affärsrörelsen där han verkade. Av sina artistkolleger beskrevs Weissman ofta som "Herren som bar sin frack."
Även av musikkritikerna kallades han "vårt lands kanske ende sanne gentleman" efter en konsert på Helsingfors Tekniska högskola. I tidskriften Maailma i oktober 1920 beskrev Aapo Similä Weissman som skådespelare på följande sätt: "Th. Weissman är den av våra finländska kuplettsångare som oklanderligt bär sin frack och i sin komik har han en mer universell ton. Weissman har anmärkningsvärda skådespelargåvor och hans röst är komisk i både tal och sång. Hans mycket fria och djärva skådespel visar att han skulle kunna vara mer användbar i vår scenkonst, såväl som salongskomiker, som i historiska skådespel."

#### Filmproduktioner
Weissman filmdebuterade 1913 i Kaarle Halmes Den unge lotsen och medverkade 1915 i Halmes film Sommar.
1929 gjordes i Finland flera försök att producera inhemsk ljudfilm och oberoende av varandra arbetade två bolag i Åbo respektive Helsingfors med åtagandet. Åbos Lahyn-Filmi var först med att lansera sin film som är en kort dokumentär på tre minuter, vari dansöserna Helmi Vuorisola och Eva Hahl rör sig till sång av Weissman. Ljudfilmsexperimentet som kom att få namnet Laulu- ja tanssiesitys hade premiär på biografen Kinola i Åbo den 8 september 1929. Ljudet framtogs med hjälp av en synkroniseringsteknik som Lahyn-Filmi kallade Syncrophon, där en grammofonskiva med Weissmans sång spelades upp samtidigt med de levande bilderna. Filmen innebar en revolution för den finska filmproduktionen. Dessvärre blev inte filmen den succé som man hade hoppats på. Anledningen var att verket, som inte genomgått förhandsgranskning som brukligt, censurerades när det fyra dagar efter premiären kontrollerades av filmgranskningsnämnden. Orsaken var innehållet i de sjömansvisor som Weissman framförde. Lahyn-Filmi fortsatte alltjämt sina experiment och den 31 oktober hade filmen Raf. Ramstedt sjunger en sjömansvisa med skådespelaren Rafael Ramstedt premiär. Denna andra film var framtagen med samma teknik, men synkroniseringen mellan ljud och bild var hundraprocentig och filmen blev en större framgång än den första ljudfilmen.
Ännu efter sångarkarriären fortsatte Weissman medverka i ett antal filmer; såsom Mot nytt liv 1942, Kvinnan bakom allt 1951 och Sången om Warszawa 1953, men var okrediterad i de två senare. I filmen I Adams kläder och litet i Evas från 1931 framför skådespelarna Yrjö Tuominen och Joel Rinne visan Oi kallis kotimaa, men ljudet är dubbat från en grammofonskiva med Theodor Weissman från 1929.

### Inspelning av skivor

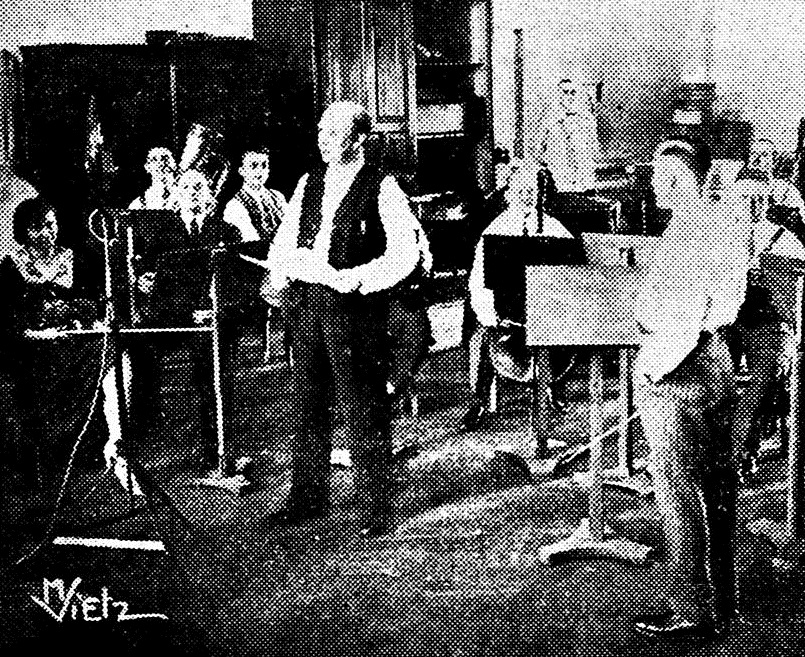
Weissman under sin första inspelningssession i Berlin i juni 1929. Till höger står Homocord-orkesterns dirigent Hans Doll.

I januari 1913 utgav Weissman sina första grammofonplattor med kupletterna Tätini kitara ("Fasters gitarr") och Ystäväni Tanner ja ma ("Min vän Tanner och jag"). Den senare är en hyllningsvisa till Weissmans gode vän J. Alfred Tanner och texten härstammar från Gustav Fonanderns visa Min vän Svensson och jag.
Först elva år senare återkom Weissman med skivor, då han och Aapo Similä på hösten 1927 inbjöds till Stockholm. Väl där gjorde bägge inspelningar för bolaget His Master's Voice. Några låtar ur den inspelade repertoaren var skrivna av J. Alfred Tanner, men enligt Reino Palmroth hade Weissman ett särskilt ömt förhållande till Tatu Pekkarinens sånger. Det är dessa som Weissmans inspelade repertoar huvudsakligen består av. Sitt bravurnummer, Tanners Vosikan renkinä ollessani ("När jag var kuskens dräng"), som Weissman ofta framförde på scen, sjöng han dock aldrig in på skiva.
Nästa gång Weissman gjorde grammofoninsjungningar var 1929. Vid det laget hade Finland drabbats av den så kallade grammofonfebern och skivmarknaden nådde rekordhöjder. Efter första världskriget växte sig de tyska skivbolagen Odeon, Homocord och Parlohpon starka och för Finlands del kom Homocord att bli det viktigaste bolaget. Homocord representerades i Finland av Pohjoismainen Sähkö Oy (PSO) och kom att ha monopol över musikförsäljningen under det sena 1920-talet. När den finska schlagermusiken föddes, var också den starkt influerad av utländska teman och nästan all finsk schlager spelades in i Berlin. Det enda icke-tyskspråkiga skivbolag som fortfarande satsade på inhemsk skivproduktion var His Master's Voice i Gammelstaden. Vid decennieskiftet kom den finska produktionen igång, varvid det tyska monopolet bröts.
Genom direktör Oskar Rokkanen vid PSO inbjöds Weissman sommaren 1929 till Berlin för att spela in 38 titlar för Homocord. Med till Tyskland följde Aapo Similä, som ansvarade för orkestreringen av ackompanjemanget, samt skådespelaren Aukusti Korhonen och byggmästare Leuto A. Pajunen som fick agera kör. I samband med Weissmans inspelningar gjorde Homocord-orkestern ett antal inspelningar med finska melodier av bland andra Armas Järnefelt, Selim Palmgren och Jean Sibelius. Efter inspelningsresan gjorde Åbo Underrättelser en intervju med Weissman, som berättade om hur inspelningarna gick till. Han tillkännagav även att Homocord ämnade göra en större inspelning av finsk musik hösten 1930, vid vilken Weissman också deltog. I intervjun berättade Weissman vidare att inspelningsstudion kunde inrymma 200 personer och han lovordade studioorkestern för dess höga konstnärliga nivå.
Inspelningarna som gjordes i Tyskland bestod bland annat av Jules Sylvains Linnunrata (översättning av Vintergatan), Viime mies kannella (översättning av Sista man på skansen) och Oolannin sota ("Åländska kriget"). De flesta av sångerna som Weissman sjöng in var författade av andra än han själv och var inte sällan utländska schlagernummer i finsk översättning. Detta var något som var mycket vanligt förekommande i den finska schlagermusikens begynnelse. En av Weissmans egna sånger var foxtroten Helsinki paras ("Bästa Helsingfors") som han spelade in 1930. Sammanlagt sjöng Weissman in 63 titlar mellan 1913 och 1931. Farsen Hiljaisten humalaisten nuhtelu ("Tillrättavisning av tysta berusade") gjordes tillsammans med Matti Jurva med flera, och i Sam Sihvos operett Jääkärin morsian ("Jägarsoldatens fästmö") hörs även Aapo Similä och Aino Calonius.
Mot slutet av 1920-talet gick kuplettgenren ur mode i Finland och Weissman försökte anpassa sig till schlagern genom att framföra så kallade schlagerkupletter. Åtskilliga av hans inspelningar från 1927 klassas som dansmusik och hans mest kända schlagerkuplett, Olen tehnyt voitavani ma ("Jag har gjort allt jag kan") med musik av Irving Berlin och text av Weissman själv, spelade han in redan 1927. Eftersom de inspelningarna gjordes till pianoackompanjemang bedöms de inom den finska musikhistorien emellertid inte som schlagermusik. Om jenkafoxen Olen tehnyt voitavani ma hade gjorts till orkesterackompanjemang redan 1927 hade den skivan troligen blivit Finlands första schlager. Huvuddelen av Weissmans musikprogram bestod fortsatt av kupletter och detta gjorde honom mer eller mindre irrelevant inom det nya musiklandskapet, och i början av 1930-talet var kupletterna helt och hållet passé.

### Senare liv
Parallellt med sin konstnärliga karriär var Weissman verksam inom den finska affärsrörelsen och arbetade som annonschef. Han var bland annat representant för teföretaget Savins Te, samt var om somrarna 1918 och 1920 anställd som intendent vid Nyslotts badanstalt. Under några år på 1910- och 1920-talen hade Weissman en ledande position inom den finska elektricitetsbranschen. På 1940-talet övergick han helt till affärslivet, men fortsatte att i mindre utsträckning uppträda ännu på 1940- och 1950-talen; bland annat gav han i januari 1951 en kuplettkonsert i Helsingfors. Under fortsättningskriget var han en av de artister som medverkade vid de vapenbrödraaftnar som Reino Palmroth anordnade.
Den 1 mars 1947 hölls en minneskonsert för J. Alfred Tanner på konservatoriet i Helsingfors, varvid Weissman framförde några av Tanners sånger, däribland Tattari, Posetiivari och Vosikan renkinä ollessani. Till de andra medverkande hörde exempelvis Reino Helismaa, Tapio Rautavaara, Siiri Angerkoski, Akseli Vuorisola och Reino Palmroth. Pianist under konserten var en av Tanners ständiga ackompanjatörer, Harald Winter. Året dessförinnan publicerade Palmroth boken Kuolemattomat kupletit, som innehåller över hundra av Tanners populäraste sånger. Inför skrivandet av boken intervjuade Palmroth några av Tanners vänner, däribland Weissman.
Theodor Weissman avled i Helsingfors 1966 och är gravsatt på Ahvenisto begravningsplats i Tavastehus tillsammans med sina föräldrar och släktingar.

## Teater

### Roller (ej komplett)
| År   | Roll                     | Produktion          | Regi | Teater                    |
| ---- | ------------------------ | ------------------- | ---- | ------------------------- |
| 1913 | Ministern                | Glada änkan         |      | Aino Haverinens operett   |
| 1915 | Alfred Doolittle         | Pygmalion           |      | Elli Tompuris teatergrupp |
| 1915 | Man från Sörnäs          | Dröm och verklighet |      | Apolloteatern             |
| 1915 | Lorenzo XVII             | La Mascotte         |      | Apolloteatern             |
| 1915 | Poire                    | Lyckoflickan        |      | Apolloteatern             |
| 1915 | Njegus                   | Glada änkan         |      | Apolloteatern             |
| 1915 | Lucimer                  | Präriens barn       |      | Apolloteatern             |
| 1916 | Don Trumfo El Clopotasso | Frihetsbröderna     |      | Apolloteatern             |
| 1919 | Glutterbuck              | Filmdrottningen     |      | Suomalainen Operetti      |
| 1919 | Baron Mirko Zeta         | Glada änkan         |      | Suomalainen Operetti      |
| 1919 | Kalman Zanpan            | Zigenarbaronen      |      | Viborgs teater            |
| 1924 | Mångubben                | John Blund          |      | Bror Niskas barnspel      |

## Skivinspelningar
| Datum             | Plats       | Sånger | Ackompanjemang     |
| ----------------- | ----------- | --- | ------------------ |
| 28 januari 1913   | Helsingfors | Ystäväni Tanner ja ma Tätini kitara | piano              |
| 21 september 1927 | Stockholm   | Himpun verran vielä vaan Mun eukkoni on maalla Shamppanjapoika | piano              |
| 22 september 1927 | Stockholm   | Hän on vaan mennyt Jaanssonskan luokse Juomalaulu Luonto se tikanpojan puuhun vetää Änkytysjuttuja 1–2 Tarten laulu Sunnuntaipurjehtijan laulu Oon tehnyt voitavani ma | piano              |
| Juni 1929         | Berlin      | Himpun verran vielä vaan Bellona ja Rodrigo Boublitshki Ilkikurinen kuu Juhlan päättäjäislaulu Jääkärin morsian 1–2 Kieltolakilaulu Koetappas lörpötellä joillekin muille Lentäjän valssi Linnunrata Luonto se tikanpojan puuhun vetää Melperin Miina Merimiesvalssi Mulla on priki Nihdin poikain laulu Oi kallis kotimaa Vosikan viimeinen virsi Voi totta tosiaan Olen tehnyt voitavani Ottaisinko vaiko en Reisusällin syyslaulu Onko se kulti Sepän sälli Siinäkö kaikki Tytöt meijän kylästä Onnellinen Aukusti Paksulan polkka Viime mies kannella Sunnuntaipurjehtija Tanssit kirkonkylässä Tään kylän poijat Pois sormet Onko nähnyt ken Mariaa Vanha juomalaulu Viinalaulu | Homocord-orkestern |
| 1930              | Berlin      | Amerikan ihmemaa Helsinki on hauska Iivanin jenkka Helsinki paras Iloinen vahtimestari Jaska reisulla Kaupparatsun laulu Kesäleski 1–2 Neitoisten neito Oi Mari Uusi gramofonineula Backfisch Tildu ja Aukusti | Homocord-orkestern |
| 1931              | Berlin      | Hiljaisen humalaisen nuhtelu 1–2 | Dallapé            |

## Filmografi
- Den unge lotsen, 1913
- Sommar, 1915
- Laulu- ja tanssiesitys, 1929
- Mot nytt liv, 1942
- Kvinnan bakom allt (ej krediterad), 1951
- Sången om Warszawa (ej krediterad), 1953